# Глухий язиково-губний проривний
Дзвінкий язиково-губний проривний — приголосний, що існує в кількох мовах. У Міжнародному фонетичному алфавіті записується як ⟨t̼⟩ або ⟨p̺⟩.

## Властивості
Властивості дзвінкого язиково-губного проривного:
- Місце творення — язиково-губне, тобто він артикулюється язиком проти губи.
- Тип фонації — дзвінка, тобто голосові зв'язки вібрують від час вимови.
- Спосіб творення — проривний або зімкнений, тобто повітряний потік повністю перекривається.
- Механізм передачі повітря — егресивний легеневий, тобто під час артикуляції повітря виштовхується крізь голосовий тракт з легенів, а не з гортані, чи з рота.

## Приклади
| Мова   | Слово      | МФА            | Значення  | Примітки |
| ------ | ---------- | -------------- | --------- | -------- |
| Тангоа | p̈ep̈e       | [t̼et̼e]         | 'метелик' |          |
| Тангоа | pangepange | [t̼aɲet̼aɲe] д·і | 'дитина'  |          |